# Morbid Fascination of Death
Morbid Fascination of Death è il quarto album full-length della band Black metal norvegese Carpathian Forest, pubblicato nel 2001 dalla Avantgarde Music. Ne è stata prodotta anche una versione in Lp dalla No Colours Records limitata a 1000 copie.

## Tracce
1. Fever, Flames and Hell – 2:31
2. Doomed to Walk The Earth as Slaves of the Living Dead – 3:12
3. Morbid Fascination of Death – 2:28
4. Through Self-Mutilation – 2:58
5. Knokkelmann – 3:42
6. Warlord of Misanthropy – 2:43
7. A World of Bones – 4:43
8. Carpathian Forest – 2:06
9. Cold Comfort – 5:08
10. Speechless – 3:27
11. Ghoul (Mayhem cover) – 3:40
12. Nostalgia (Demo version) – 9:34

## Formazione
- "Hellcommander" Nattefrost - voce, synth e chitarra
- J. Nordavind - chitarra, synth e voce in "Speechless"
- Vrangsinn - basso, synth e voce aggiuntiva in "Nostalgia"
- Anders Kobro - batteria
- Tchort - basso

## Altri musicisti
- Nina Hex - voce femminile in "Doomed to Walk the Earth as Slaves of the Living Dead"
- E. Kulde - voce aggiuntiva in "Knokkelman" and "Carpathian Forest"
- Mötorsen - sassofono in "Cold Comfort" and "Nostalgia"
- C. Alucard - voce in "Morbid Fascination of Death"